# Tree of Life Web Project
Tree of Life Web Project (ToL) は、生物の多様性と系統についての情報を提供するオンラインプロジェクト。協同作業によって作成されており、査読制度がある。1995年に開始され、世界中の生物学者により執筆されていた。2011年を最後に更新は停止しているが、2021年時点でなおアクセス可能である。なおプロジェクト名を日本語に訳すと「生命の木ウェブプロジェクト」といった意味になる。
各ページは階層的にリンクされ、分岐進化系統樹の形式になっていて、分岐論的（分岐分類学的）に構成されている。各ページごとに生物のグループ（分類群）に関する情報が記されており、樹形式のリンクにより統合されている。このようにして生物分類の学説を表現している。